# ريتشي موراي
ريتشي موراي (بالإنجليزية: Richie Murray)‏ هو لاعب قذف أيرلندي، ولد في 1982 في بالينسلو ‏ في جمهورية أيرلندا.